# خورهای میناب
خورهای میناب مجموعه‌ای از خورهای کم‌عمق در دریای عمان در حاشیه تنگه هرمز در نزدیکی میناب در استان هرمزگان هستند. این خورها بخشی از منطقه حفاظت‌شده حرای تیاب و میناب است.
از این خورها می‌توان به خور تیاب، خور کلاهی، خور چاخانا، خور بهینه، خور مشدر، خور کرگان، خور مازایی، خور نوبر و خور بند زرک اشاره کرد.